# Suda
Suda ali Souda (srednjeveško grško Σοῦδα, latinizirano: Soûda, latinsko Suidae Lexicon) je obsežna bizantinska enciklopedija iz 10. stoletja. V preteklosti se je avtorstvo Sude  pripisovalo Sudi (grško Σούδας, Soudas) ali Suidi (grško Σουίδας, Souidas). Delo je enciklopedični leksikon, napisan v grščini,  s 30.000 vnosi in številnimi risbami iz starodavnih virov, ki so bili od takrat izgubljeni, in pogosto izhajajo iz del srednjeveških krščanskih sestavljalcev.

## Naslov
Naslov je verjetno izpeljan iz bizantinske grške besede souda, ki pomeni trdnjava ali utrdba, ali iz imena njenega avtorja Suida. Slednja razlaga je napačna in izhaja iz napake, ki jo je naredil Evstahij Solunski, ki je naslov zamenjal z imenom avtorja.
Novejša teorija, ki jo je postavil Carlo Maria Mazzucchi s Katoliške univerze Svetega srca v Milanu, ima enciklopedijo za kolektivno delo več avtorjev. Vnosi iz več kot štirideset virov so se pred pisanjem zapisovali na kartice, se uredili in šele nato prepisali na pole papirja.  Delo je bilo končano pred letom 970. Kasnejši vnosi so bili dodani na marginah. Mazzucchi razlaga naslov  Σοῦδα (souda, slovensko jarek, rov ali okop) kot akrostih Συναγωγὴ ὁνομάτων ὑπὸ διαφὸρων ἁρμοσθεῖσα (Zbirka samostalnikov, sestavljena iz različnih [virov]) in spomin na posode, v katerih so bile shranjene kartice z zapisi.

## Vsebina in viri
pecus est Suidas, sed pecus aurei velleris
[Suidas je govedo, toda govedo z zlatim runom]
— Lipsius
Suda je nekaj med slovničnim slovarjem in enciklopedijo v sodobnem pomenu. Pojasnjuje izvor, izpeljavo in pomen besed glede na filologijo svojega obdobja z uporabo prejšnjih avtoritet, kot sta bila Harpokration in Heladij. Je bogat vir starodavne in bizantinske zgodovine in življenja, čeprav niso vsi članki  enako kakovostni in je kompilacija "nekritična". Večina dela je verjetno interpolirana, odlomki, ki se nenašajo na Mihaela Psela (okoli 1017–1078),  pa so bili dodani v kasnejših prepisih. 

### Biografske notice
Leksikon vsebuje številne biografske notice o političnih, cerkvenih in literarnih osebnostih Bizantinskega cesarstva do 10.  stoletja. Avtor sam omenja, da so ti biografski vnosi zgoščeni deli besedil Hezihija iz Mileta. Drugi viri za osebnosti iz antike so bili enciklopedija Konstantina VII. Porfirogeneta (912–959), za rimsko zgodovino odlomki Ivana Antiohijskega (7. stoletje) in za bizantinsko obdobje  Hamartolova kronika (Georgios Monahos, 9. stoletje), življenjepisi Diogena Laertskega ter dela Ateneja in Filostrata. Drugi glavni viri vključujejo leksikon Evdema z Rodosa, ki morda izhaja iz dela O retoričnem jeziku Evdema iz Argosa.

### Izgubljene sholije
Leksikon je vseboval portrete klasikov (Homer, Aristofan, Tukidid, Sofoklej in drugi), prekopirane iz sholij, in potrete kasnejših piscev Polibija, Jožefa Flavija, Velikonočno kroniko, Jurija Sinkela, Jurija Harmartola in drugih. Suda te vire obširno citira ali parafrazira. Ker je veliko izvirnikov izgubljenih, Suda služi kot neprecenljiva zakladnica literarne zgodovine, ki je po nekaterih ocenah pomembnejša od same leksikografske kompilacije.

## Organizacija
Leksikon je urejen po grškem alfabetu z nekaj majhnim odstopanji v vrstnem redu samoglasnikov. V alfabet so vključeni tudi homofonski digrafi, npr. αι, ει, οι, ki so bili v zgodovini grščine različni dvoglasniki ali samoglasniki. Črke si sledijo po sistemu, menovanem  antistoihia (ἀντιστοιχία), ki je bil v preteklosti pogost v mnogih jezikih: črke si sledijo fonetično po zvočnem vrstnem redu v izgovorjavi iz desetega stoletja, ki je podobna novogrški. Vrsti red:
α, β, γ, δ, αι, ε, ζ, ει, η, ι, θ, κ, λ, μ, ν, ξ, ο, ω, π, ρ, σ, τ, οι, υ, φ, χ, ψ
Dvojne črke se obravnavajo kot posamezne. Sistema se ni težko naučiti in zapomniti, vendar so nekateri uredniki, na primer Immanuel Bekker, Sudo preuredili po abecedi.

## Ozadje
O avtorju, ki je v uvodni opombi imenovan "Suidas", je malo znanega. Živel je najverjetneje v drugi polovici 10. stoletja, ker so v vnosu "Adam", ki ima priloženo kratko zgodovino sveta,  omenjeni smrt cesarja Ivana I. Cimiska (umrl 976) in njegova naslednika Bazilij II. in Konstantin VIII. Delo se je vsekakor pojavilo najkasneje v 12. stoletju, ker ga pogosto citira Evstahij Solunski, ki je živel od leta 1115 do leta 1195 ali 1196. Evstahij omenja, da gre za kolektivno delo in ne za delo določene osebe.
Delo obravnava tako svetopisemske kot poganske teme, iz česar se sklepa, da je bil pisatelj kristjan.
Standardna tiskana izdaja Sude je delo danskega klasičnega učenjaka Ada Adlerja iz prve polovice 20. stoletja. Sodobni prevod Suda On Line je bil zaključen 21. julija  2014.
Suda ima skoraj  istočasno napisano islamsko vzporednico z naslovom 
Kitab al-Fehrest, ki jo je napisal Ibn al-Nadim.

## Tiskane izdaje
- Kusterus, Ludolphus, ur. (1705). Suidæ Lexicon, Græce & Latine (starogrško in latinsko). 3 vols. Cantabrigiæ: Typis Academicis.
- Suidas (1834). Gaisford, Thomas (ur.). Lexicon: post Ludolphum Kusterum ad codices manuscriptos. A - Theta.1. Typographeo Academico. volume 2 (K - Psi), volume 3 (Rerum et nominum, Glossarum, Scriptorum).
- Adler, Ada (1928-38). Suidae Lexicon. Ponatis 1967-71, Stuttgart.